# Louis Chabert
Pour les articles homonymes, voir Chabert.
Louis Chabert, né le 17 septembre 1772 à La Tronche (Isère), mort le 6 mai 1831 à Paris, est un général français de la Révolution et de l’Empire.

## États de service
Il entre en service le 6 novembre 1791, comme soldat au 1er bataillon de volontaires de l’Isère, il devient caporal le 6 mars 1792, et sergent le 13 août 1792. Il sert du 1er juillet 1792 au 15 août 1793, à l’armée des Alpes, puis il rejoint l’armée d’Italie jusqu’au 1er mars 1794.
Il reçoit son brevet de capitaine le 10 juin 1793, au 5e bataillon de volontaires du Mont-Blanc, et il est blessé d’un coup de feu à la jambe droite le 1er septembre 1793. Affecté à l’armée des Pyrénées, il reçoit un coup de baïonnette à la poitrine le 16 septembre 1794, lors de la guerre du Roussillon.
Le 5 avril 1796, il retourne à l’armée d’Italie, et le 1er septembre 1796, il prend les fonctions d’adjudant de place à Milan. Le 21 août 1797, il entre dans le corps des guides à pied, et le 18 juillet 1798, il intègre l’armée d’Égypte. Il est nommé chef de bataillon le 20 février 1800, au 44e régiment d’infanterie de ligne.
De retour en France le 16 septembre 1801, il est envoyé à l’armée du Nord, et il est fait chevalier de la Légion d’honneur le 14 juin 1804. En 1806 et 1807, il fait la campagne de Prusse et de Pologne, et il est blessé d’un coup de feu au pied gauche le 14 juin 1807, à la bataille de Friedland. Il est élevé au grade de major à la suite au 44e régiment d’infanterie le 28 juin 1807, et le 10 novembre 1807, il est major titulaire au 108e régiment d’infanterie de ligne.
En 1809, il participe à la campagne d'Allemagne et d'Autriche, et il est nommé colonel en second le 23 mars 1809, au 76e régiment d’infanterie de ligne. Il est blessé d’un coup de feu au bras gauche le 22 mai 1809, à la bataille d'Essling, le 5 juillet d’un coup de feu au bras gauche à la bataille de Wagram, et le 6 juillet d’un coup de feu au ventre toujours à la bataille de Wagram. 
Le 17 avril 1810, il passe à l’armée d’Espagne, et il est blessé d’une balle à la tête le 5 mai 1811, à la bataille de Fuentes de Oñoro. Il prend le commandement du 76e régiment d’infanterie de ligne le 3 août 1811. 
De retour en France le 15 septembre 1813, il sert à la Grande Armée, jusqu’au 20 avril 1814.
Lors de la première restauration, il est fait chevalier de Saint-Louis le 27 juin 1814, et officier de la Légion d’honneur le 15 octobre 1814. Il est mis en non activité le 1er mai 1815.
Pendant les Cent-Jours, il est promu général de brigade le 1er juillet 1815.
Au retour des Bourbons, sa promotion au grade de général est annulée par ordonnance du 1er août 1815, et il est admis à la retraite avec le grade de colonel le même jour.
Il meurt le 6 mai 1831, à Paris.

## Sources
- (en) « Generals Who Served in the French Army during the Period 1789 - 1814: Eberle to Exelmans »
- A. Lievyns, Jean Maurice Verdot, Pierre Bégat, Fastes de la Légion-d'honneur, biographie de tous les décorés accompagnée de l'histoire législative et réglementaire de l'ordre, Tome 5, Bureau de l’administration, 1847, 575 p. (lire en ligne), p. 26.